# Werk ohne Autor
Werk ohne Autor (em inglês: Never Look Away; em português: Não Deixe de Lembrar) é um filme de drama alemão dirigido por Florian Henckel von Donnersmarck. O filme foi selecionado para ser exibido no Festival Internacional de Cinema de Veneza, em 2018. Além disso, foi selecionado como o concorrente alemão para o Óscar 2019 na categoria de Melhor Filme Estrangeiro. Como reconhecimento, foi indicado ao Globo de Ouro na categoria de Melhor Filme Estrangeiro e ao Oscar nas categorias de Melhor Filme Estrangeiro e Melhor Fotografia.

## Enredo
Inspirado na vida de Gerhard Richter, a história mostra o estudante de arte Kurt Barnert na Alemanha Oriental após a Segunda Guerra Mundial. Ele se apaixonada pela colega Ellie Seeband, mas seu pai, o professor Carl Seeband, se opõe ao relacionamento. As complicações surgem quando o papel de Carl no programa de eugenia nazista vem à tona. Durante uma visita à exposição de arte degenerada "Entartete Kunst", em Dresden, Kurt, um garoto de cinco anos de idade, foi dito por sua tia Elisabeth para "nunca desviar o olhar porque tudo que é verdadeiro contém beleza". Ele mantém o conselho pro resto de sua vida, mesmo quando sua tia é levada pelo exército nazista por suspeita de ser esquizofrênica. Enquanto Kurt assiste ao bombardeiro de Dresden durante a Segunda Guerra Mundial, sua tia é esterilizada e depois morta pelos nazistas, e em particular pelo professor Carl Seeband, que é presidente da clínica feminina de Dresden e membro da Schutzstaffel. Após a guerra, Seeband é preso pela primeira vez pelos russos, mas é liberado quando tem a chance de salvar a esposa de um oficial durante o parto. Grato por salvar sua esposa e filho, o oficial russo protege Seeband e o ex-nazista é libertado. Enquanto isso, Kurt Barnert começa a estudar pintura na escola de arte de Dresden, onde conhece Elisabeth Treesand, que o lembra de sua tia, sem saber que ela é filha do médico da SS responsável pelo assassinato dela.
Continua com sucesso em seus estudos, mas é forçado a concluir pinturas que refletem o realismo socialista da época – uma ideologia e um campo da arte com a qual ele não pode chegar a um acordo. Eventualmente, Kurt conhece o pai de Elisabeth, que deixou seu passado nazista para trás e agora é adepto à ideologia socialista da Alemanha Oriental. Kurt ainda não sabe que Carl Seeband é responsável pela morte de sua tia. Mesmo assim, Seeband não aprova o relacionamento de sua filha como Kurt. Quando Elisabeth engravida, Seeband mente e realiza um aborto para impedir sua filha de misturar seus genes com Kurt, que ele acredita carregar os problemas mentais de sua tia. No entanto, o relacionamento de ambos fica cada vez mais forte, e se casam e fogem para a Alemanha Ocidental. Temendo acusações após a volta do oficial russo para Moscou, Seeband e sua esposa, os pais de Elisabeth, deixaram a Alemanha Oriental. Kurt mente sobre sua idade para ser aceito na famosa academia de arte de Düsseldorf, onde pode estudar e praticar arte com mais liberdade do que na Alemanha Oriental socialista. Seu professor percebe seu talento como artista, mas Kurt s esforça para encontrar seu estilo pessoal. Inspirado por um artigo de jornal sobre um médico nazista capturado, começa a replicar fotografias em preto e branco em suas pinturas. Quando Seeband vê uma colagem da tia de Kurt e do nazista, ele foge, embora o trabalho seja mais uma montagem acidental do que uma pintura criada para acusar o passado nazista de Seeband. Depois de anos de infertilidade devido ao aborto que seu pai havia realizado, Elisabeth engravida; Kurt ganha sucesso através das pinturas nas quais ele expõe sua memória de infância.

## Elenco
- Tom Schilling como Kurt Barnert
- Sebastian Koch como Professor Carl Seeband
- Paula Beer como Ellie Seeband
- Saskia Rosendahl como Elisabeth May
- Oliver Masucci como Professor Antonius van Verten
- Irina Weisse como Martha Seeband
- Rainer Bock como Dr. Bughart Kroll
- Johanna Gastdorf como Malvine
- Jeanette Hain como Waltraut Barnert
- Hinnerk Schönemann como Werner Blaschke
- Florian Bartholomäi cmo Günther May
- Hans-Uwe Bauer como Horst Grimma
- Jörg Schüttauf como Johann Barnert
- Ben Becker como chefe
- Lars Eidinger como gestor
- Cai Cohrs como Kurt Barnert (jovem)

## Recepção crítica
No Metacritic, o filme conta com uma nota de 69 de 100 pontos, baseada em 9 críticas que denotam análises geralmente favoráveis. No agregador de análises Rotten Tomatoes, o filme tem aprovação de 80% baseada em 20 críticas, e uma avaliação media de 7,6/10. Segundo o consenso do site, "Never Look Away preenche seu tempo de execução com a história absorvente de uma história incrível, além do impacto no artista singular que a viveu."
Numa avaliação para o Film Journal International, Doris Toumarkine afirmou: "Never Look Away, uma colagem coesivamente integrada de muitos elementos – história, guerra, crime, drama médico, romance e espetáculo – é, também, uma festa de boas atuações e visuais magníficos. Devido à quantidade de coisas acontecendo, os espectadores, como se confrontassem com pinturas impressionistas ou relatos realistas baseados em pixels, precisam se afastar para obter uma imagem melhor." Boyd van Hoeij, do Hollywood Reporter, escreveu: "O filme é admiravelmente contido, mas que não deixa de ser um drama histórico em uma tela expansiva que, apesar de durar mais de três horas, é sempre envolvente." Jessica Kiang, da revista Variety, escreveu: "Uma das forças mais sutis de Never Look Away é a evocação de uma população e derrotada da guerra que não experimentou o comunismo como revolução, mas como uma substituição. As insígnias e os catecismos mudaram, mas as atitudes subjacentes permaneceram grotescamente semelhantes em sua priorização insensível do dogma sobre a decência."